# The Greatest Wish in the World
The Greatest Wish in the World é um filme mudo do gênero romance produzido no Reino Unido e lançado em 1918. É baseado em um romance de E. Temple Thurston.